# Arthuro Henrique Bernhardt
Arthuro Henrique Bernhardt (Florianópolis, 27 agosto 1982) è un ex calciatore brasiliano, di ruolo attaccante.

## Carriera

### Club
Arthuro comincia a giocare a calcio con le giovanili del Criciúma Esporte Clube in Brasile, per poi passare subito al Middlesbrough in Inghilterra notato dai suoi talent-scout. 
Nella terra d'Albione non riesce però a trovare spazio e nel 2003 dopo 3 anni senza presenze si accasa in Spagna nel Racing Santander dove in sole sette presenze realizza 3 gol in Primera División. Questo gli provoca l'interessamento da parte dello Sporting Gijón (Segunda División) dove approda la stagione seguente realizzando 6 gol in 25 presenze.
Durante l'estate alla porta del club di Gijón bussa il Deportivo Alavés che lo acquista diventando la terza squadra spagnola di Arthuro in tre stagioni.
Nel primo anno colleziona solo 6 presenze e nessun gol mentre nella seconda stagione sigla 6 gol in 23 presenze.
Per la stagione 2007-2008 il Deportivo decide di mandarlo in prestito al Córdoba dove si ambienta bene e in Segunda División realizza 10 gol (suo record personale) in 34 presenze.
Nell'estate 2008 è acquistato dallo Steaua Bucarest.
Nell'estate 2009 passa due mesi in prova al Flamengo prima di tornare in Spagna acquistato dal Celta Vigo. Nel gennaio 2010 passa all'Al Dhafra, negli Emirati Arabi Uniti. In estate viene acquistato dai portoghesi dell'Uniao Leiria. Il 13 gennaio 2011 torna in patria, acquistato dall'Avai. Dopo poche partite si trasferisce in Malaysia nel Johor.

## Palmarès

### Club

#### Competizioni nazionali
- Campionato brasiliano: 1

Flamengo: 2009

#### Competizioni statali
- Campionato Carioca: 1

Flamengo: 2009
- Taça Rio: 1

Flamengo: 2009
- Campionato Catarinense: 1

Avaí: 2012
- Campeonato da Região Sul-Fronteira: 1

Pelotas: 2013